# La cosa giusta
La cosa giusta è un film del 2009, diretto da Marco Campogiani e interpretato tra gli altri da Paolo Briguglia, Ennio Fantastichini, Ahmed Hafiene, Camilla Filippi, Francesco Rossini, Samya Abbary.
Prodotto dalla Toma cinematografica, con il supporto del Ministero per i Beni e le Attività Culturali e della Piemonte Film Commission, il film è girato tra Torino e Tunisi. Presentato al Torino Film Festival.

## Trama
Due poliziotti sono incaricati di pedinare uno straniero, Khalid Amrazel, liberato dopo aver trascorso molti mesi in carcere, sospettato di appoggiare una cellula di terroristi. Ben presto la situazione si complica e il rapporto fra i tre cambia radicalmente.